# John Joseph Maguire
John Joseph Maguire (* 11. Dezember 1904 in New York City; † 6. Juli 1989 im St. Vincent Hospital, ebenda) war ein US-amerikanischer römisch-katholischer Geistlicher.
Maguire war ein Sohn von John und Ellen Marie Maguire. Er besuchte die Regis High School und das Cathedral College seiner Geburtsstadt. Er begann sein Studium am St. Joseph’s Seminary in Yonkers. Zwei Jahre später sandte Patrick Joseph Hayes ihn für die Weiterführung seines Studiums an das Päpstliches Nordamerika-Kolleg in Rom.
Am 22. Dezember 1928 spendete Erzbischof Giuseppe Palica, Vizegerent des Bistums Roms, ihn in der Lateranbasilika die Priesterweihe. Nach seiner Rückkehr nach New York wirkte er aufgrund seiner Italienischkenntisse zuerst an der St. Patrick’s Old Cathedral, da es dort viele italienischsprachige Pfarreimitglieder gab. Zwischen 1940 und 1945 wirkte er als Assistent des Kanzlers des Erzbistums New York, danach war er Vizekanzler und wurde 1947 selbst Kanzler. 1948 erhielt er den päpstlichen Titel eines Monsignore. Von 1953 bis 1980 war er Generalvikar des Erzbistums.
Papst Johannes XXIII. ernannte ihn am 16. Mai 1959 zum Titularbischof von Antipharae und Weihbischof im Erzbistum New York. Francis Spellman, Erzbischof von New York, weihte ihn am 29. Juni 1959 in der St. Patrick’s Cathedral in New York City zum Bischof. Mitkonsekratoren waren Joseph Francis Flannelly und James Henry Ambrose Griffiths, beide ebenfalls Weihbischöfe im Erzbistum New York. Sein Wahlspruch war „Tutam Reclude Semitam“. Er war einer der Vorkämpfer der Bürgerrechtsbewegung und ermutige Katholiken an den Protesten in Washington im März 1963, bei der Martin Luther King seine Rede I Have a Dream hielt, teilzunehmen. Später schloss er sich anderen religiösen Führern in einem Amicus-Curie- Schriftsatz an, in dem er den Obersten Gerichtshof der USA aufforderte, die Rassendiskriminierung beim Wohnungskauf für verfassungswidrig zu erklären.
Am 16. September 1965 ernannte Papst Paul VI. ihn zum Titularerzbischof von Tabalta und Koadjutor des Erzbistums New York, allerdings ohne das Recht der Nachfolge. Als Erzbischof Spellman im Dezember 1967 starb, ernannte der Papst ihn zum Apostolischen Administrator des Erzbistums. Zeitweise wurde er als Spitzenkandidat für den Erzbischöflichen Stuhl gehalten. Im März 1968 wurde Weihbischof Terence Cooke zum Erzbischof ernannt.
Er war Konzilsvater  der dritten und vierten Sitzungsperiode des Zweiten Vatikanischen Konzils.
Nach Erreichen des 75. Lebensjahrs bot er Papst Johannes Paul II. seinen Rücktritt an und der Papst nahm ihn am 8. Januar 1980 an. Nach seinem Tod wurde er in der Krypta der St. Patrick’s Cathedral beigesetzt.